# 2021年6月2日香港水域貨船火警
2021年6月2日香港水域貨船火警是指一艘巴拿馬註冊貨輪「AFFLUENT OCEAN」於當日在香港水域內之青衣及昂船洲以南水面上所發生之火警事故。
其煙霧引發西九龍及新界部份地區出現濃烈燒焦氣味，亦令若干香港市民誤以為自己身處所在位置附近出現火警而報警求助。